# Termas de Almirón
Termas de Almirón es un balneario termal de agua salada en Paysandú, Uruguay. Están ubicadas en el km 83.5 de la ruta 90, a 5 km de la ciudad de Guichón (Paysandú) y a 395 km de Montevideo. 
Debido a que se encuentran a orillas del arroyo Guayabo Chico, también son conocidas como termas de Guayabos. 
Cuentan con un centro terapéutico termal, un hotel, camping y residencias de alquiler.

## Características del agua termal
El agua termal procede del acuífero Guaraní, al igual que el resto de los centros termales de la zona noroeste de Uruguay. Sin embargo, el agua de este centro termal posee características geoquímicas diferenciadas con alto contenido de sales, particularmente sulfatos y cloruros, alto tenor de calcio y de magnesio, muy apropiadas para uso medicinal. 
Son las únicas de agua salada existentes en Uruguay y poseen importantes propiedades curativas. La temperatura de sus aguas alcanza un máximo de 34 °C, siendo su promedio de 32 °C.
En 1958 se descubrió el agua termal, cuando ANCAP realizaba cateos en búsqueda de petróleo. Se habilitó su uso en 1974.
La surgencia del agua es por bombeo desde una profundidad de 923 m en una perforación realizada en 1991. El caudal por hora puede alcanzar a 70.000 l.

### Composición del agua
- Conductividad	9,44 mS/cm
- Residuo seco (a 180 °C) 6,49 g/L
- Dureza total (como CaCO3)	576 mg/L (57,6 g franceses)
- Bromuros (como Br)	8,6 mg/L
- Cloruros (como Cl)	2,39 g/L
- Yoduros (Como I)	1,29 g/L
- Sulfatos (como S)	no detectable (límite detecc. 0,1m/L)

## Hotelería
El complejo termal cuenta con espacio para acampar y cabañas de propiedad municipal.
En 2016 abrió sus puertas el hotel Salinas del Almirón.